# مومویو کویاما
مومویو کویاما (انگلیسی: Momoyo Koyama; ۳۰ نوامبر ۱۹۹۵ – ) بازیگر تئاتر، و صداپیشه اهل ژاپن بود. وی از سال ۲۰۰۷ میلادی تاکنون مشغول فعالیت بوده‌است.